# Липецька волость (Харківський повіт)
Липецька волость — історична адміністративно-територіальна одиниця Харківського повіту Харківської губернії з центром у слободі Липці.
На 1862 рік до складу волості входили:
- слобода Липці;
- поселення Колупаївка;
- слобода Борщове;
- село Великі Проходи;
- село Малі Проходи.

Найбільші поселення волості станом на 1914 рік:
- слобода Липці — 10211 мешканці.
- село Колупаївка — 2687 мешканців.
- село Борщове — 2125 мешканців.
- село Великі Проходи — 4022 мешканці.
- село Малі Проходи — 2123 мешканці.

Старшиною волості був Гармаш Андрій Гаврилович, волосним писарем — Гармаш Іван Осипович, головою волосного суду — Шевченко Трофим Іванович.